# Лемеха Роман Михайлович
Рома́н Миха́йлович Леме́ха  (27 вересня 1941, Переворськ, Підкарпатське воєводство, Польща — 2 лютого 2019, Львів, Україна) — український диктор і телеведучий Львівської обласної державної телерадіокомпанії, що була заснована у 1968 році, на якій він пропрацював 45 років. У 1977–2000 роках вів на Львівському телебаченні програму «Концерт вітань». У 1991 році отримав звання Заслуженого артиста України.

## Життєпис
Роман Лемеха народився 27 вересня 1941 року в місті Переворськ. Через операцію «Вісла» його родина 1947 року переїхала до Львова, де він з 1948 року навчався у Львівській середній школі № 28 (нині — ліцей № 28 Львівської міської ради). У школі він товаришував з своїм однокласником — майбутнім актором театру і кіно Богданом Ступкою. Майстер спорту з боксу.
Після закінчення школи навчався у Львівському державному медичному інституті. А 30 квітня 1962 року цілком випадково на вулиці зустрів працівників Львівського телебачення, які запропонували йому роботу. І вже з 2 квітня Роман почав працювати диктором срібного екрану. В той час багато передач були прямими (без запису), диктори вели усі програми не тільки в телестудії, але й на концертах, які знімало телебачення. Строго дотримувалися літературної мови, слідкували за правильними наголосами. Поруч з Романом Лемехою на телестудії працювали диктори Стефанія Харчук, Олена Ковальська, Тамара Григораш, Валентина Климюк, Валентина Мартинюк, Олександр Сафонов.
Львівська обласна державна телерадіокомпанія є однією з найстаріших в Україні серед регіональних телерадіоорганізацій. Вона охоплювала цілий західний регіон України: Львівську, Івано-Франківську, Тернопільську, Волинську, Рівненську, Чернівецьку та Закарпатську області. Після закінчення медінституту Роман Лемеха поєднував роботу хірурга стоматолога з роботою диктора на телебаченні. Лікарську практику він залишив лише після одержання звання Заслуженого артиста України у 1991 році.

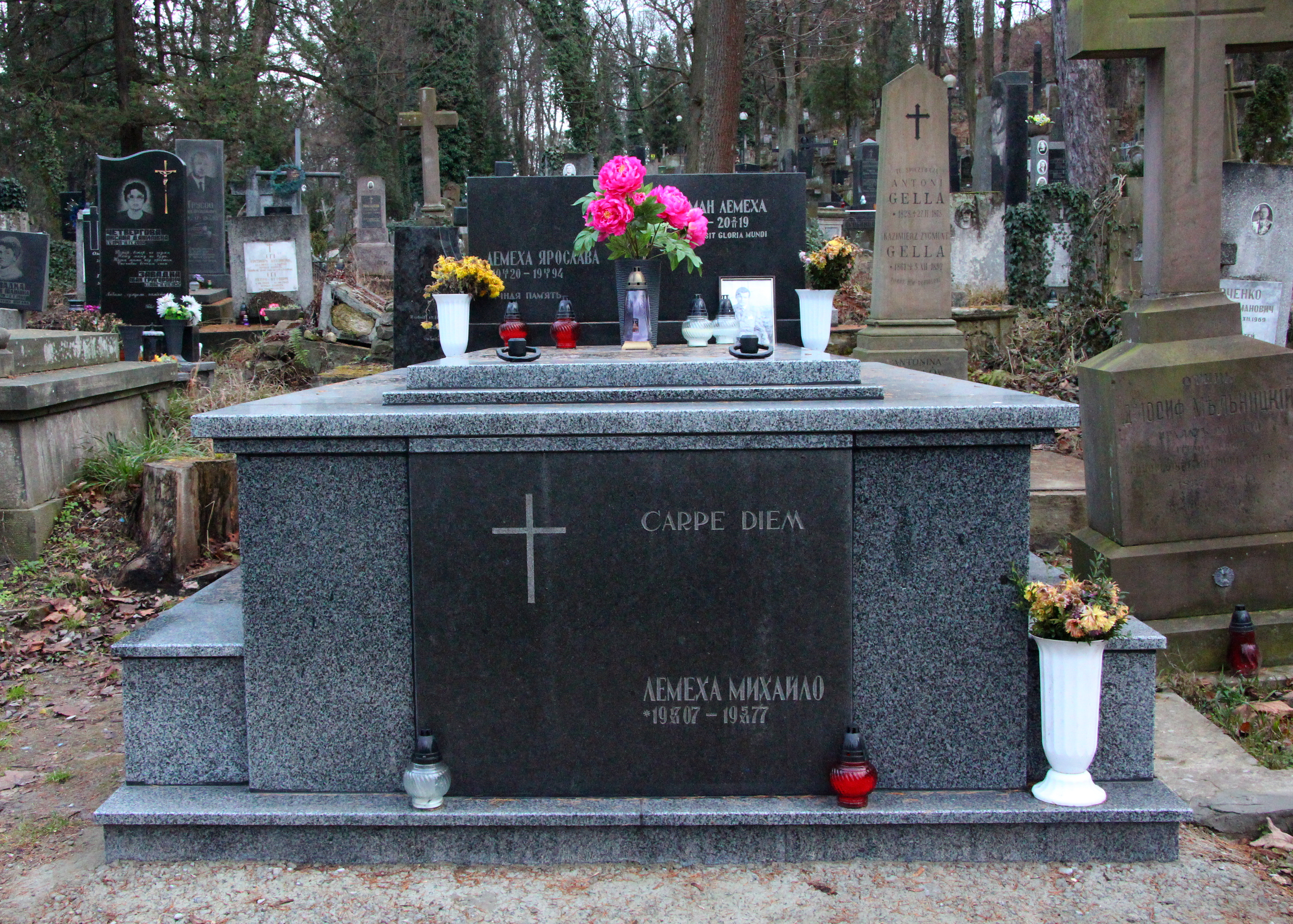
Родинна гробниця сім'ї Лемеха

У 1977–2000 роках Роман Лемеха вів на Львівському телебаченні програму «Концерт вітань», який виходив щонеділі і тривав дві години. Також глядачі знали Романа Лемеху завдяки програмі «Сонячні кларнети», з допомогою якої редактор Мирослав Скочиляс відкрив не один музичний талант.
Помер у Львові, похований у родинному гробівці на 61 полі Личаківського цвинтаря.

## Сім'я, діти
Дружина — Октавія. Син — Максим і дочка — Юстина. Внук Данило та внучка Магдалена. 